# Coleophora tytri
Coleophora tytri é uma espécie de mariposa do gênero Coleophora pertencente à família Coleophoridae.